# El Palmar de Troya

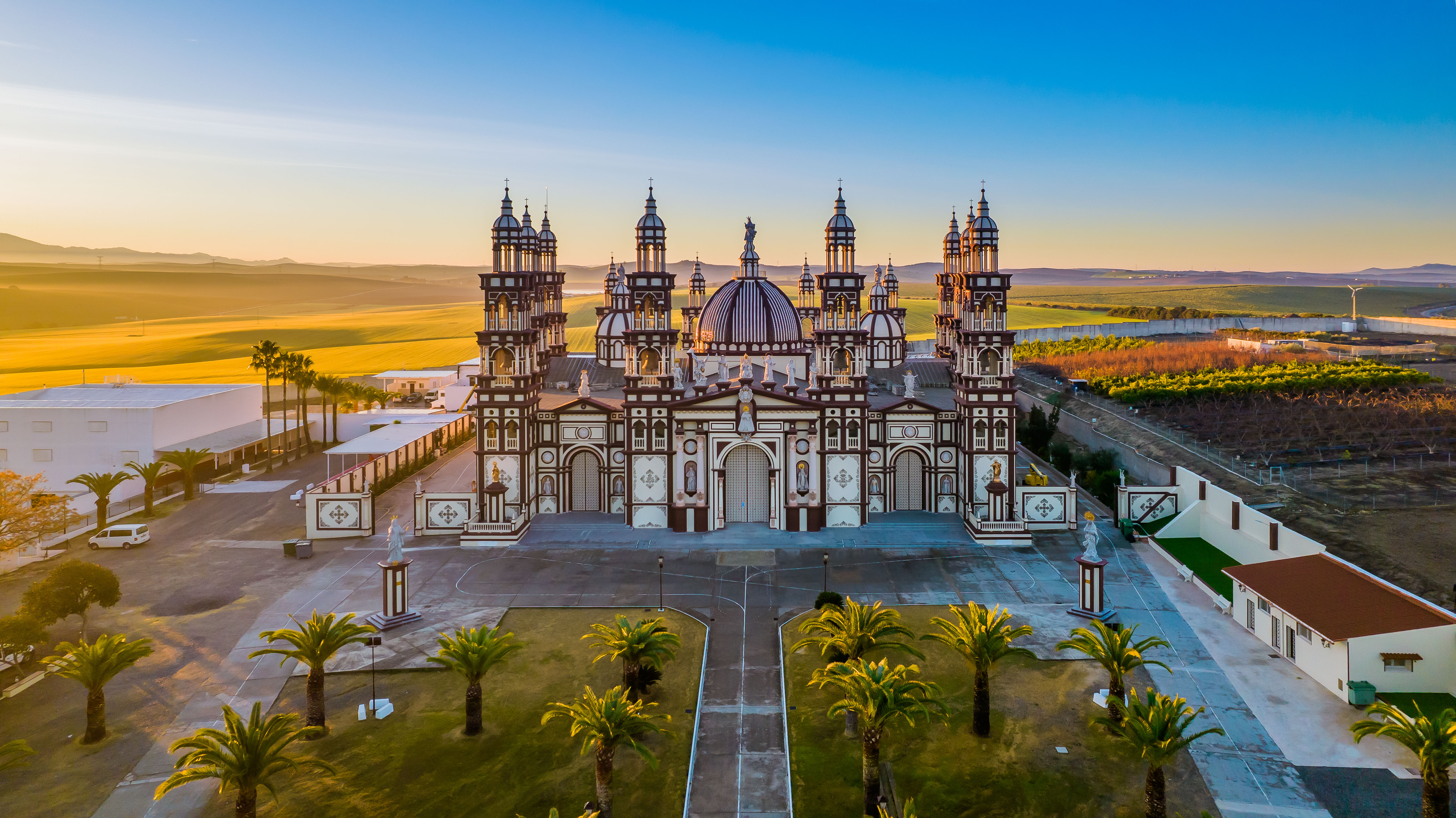
El Palmars katedral

El Palmar de Troya är en ort i Spanien.   Den ligger i provinsen Provincia de Sevilla och regionen Andalusien, i den södra delen av landet, 400 km söder om huvudstaden Madrid. El Palmar de Troya ligger 23 meter över havet och antalet invånare är 2 426.
Terrängen runt El Palmar de Troya är platt. Runt El Palmar de Troya är det ganska tätbefolkat, med 65 invånare per kvadratkilometer. Närmaste större samhälle är Utrera, 13,9 km norr om El Palmar de Troya. Trakten runt El Palmar de Troya består till största delen av jordbruksmark.